# Pjotr Iwanowitsch Rikord

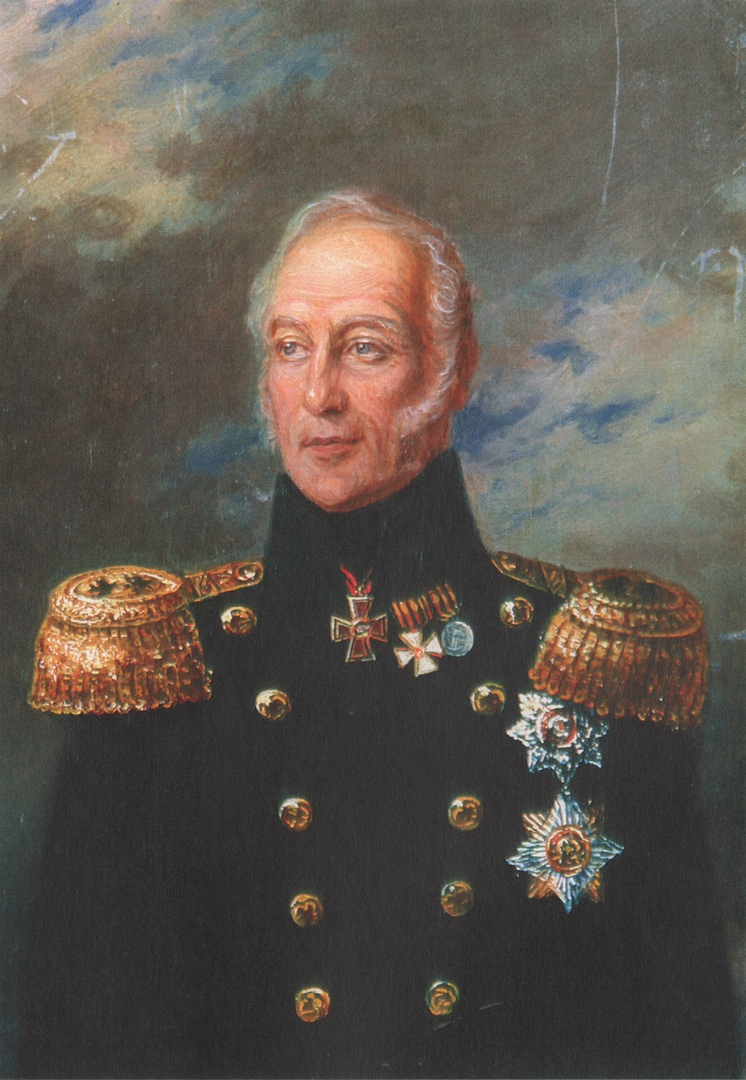
Pjotr Iwanowitsch Rikord

Pjotr Iwanowitsch Rikord (russisch Пётр Иванович Рикорд; * 29. Januarjul. / 9. Februar 1776greg. in Toropez; † 16. Februarjul. / 28. Februar 1855greg. in St. Petersburg) war ein russischer Admiral.

## Leben
Rikords Vater Jean-Baptiste Ricord aus Nizza (Königreich Sardinien) stand zunächst in österreichischen Diensten und diente dann als Oberstleutnant in der Königlich Polnischen Armee. 1772 trat er als Secund-Major Johann Ignatjewitsch Rikord in die Kaiserlich Russische Armee ein, in der er bald Premier-Major wurde. Rikords Mutter Maria geborene Metzel stammte aus Danzig. Johann Rikord ließ seine Kinder russisch-orthodox taufen.
1787 trat Rikord auf Bitten des Vaters in das Marine-Kadettenkorps in Kronstadt ein. 1792 wurde er Gardemarin und nahm an den Aktionen gegen Gogland und Kopenhagen teil. Im April 1794 bestand er die Mitschman-Prüfung.
1795 kam Rikord in das Nordsee-Geschwader unter Vizeadmiral Pjotr Iwanowitsch Chanykow, das Großbritannien gegen das revolutionäre Frankreich unterstützte. Das Geschwader blieb vier Jahre lang untätig, so dass Rikord mit einigen seiner Kameraden mit Genehmigung der Vorgesetzten in London eine kleine Wohnung mietete, Französisch- und Englischunterricht nahm  und die Meereswissenschaften studierte. Im August 1797 kehrte Rikord nach Reval zurück. Von Juni bis August 1798 diente er auf dem Kronstädter Brandwacht-Schiff. Darauf fuhr er wieder im Nordsee-Geschwader mit. Er zeichnete sich bei der Ausschiffung von Truppen bei Den Helder aus und wurde im März 1800 zum Leutnant befördert.
Nach der Rückkehr nach St. Petersburg im August 1800 wurde er zum Marine-Korps versetzt. 1802 gehörte er zu den 12 ausgewählten Offizieren, die nun zur Verbesserung ihrer Kenntnisse als Volontäre in die Royal Navy geschickt wurden. Im Februar 1803 kam er auf die Fregatte Amazon in Portsmouth, die nach Gibraltar segelte. Im Gefolge Edward Augustus, Duke of Kent and Strathearn, besuchte Rikord die Küsten Afrikas, die Festung Ceuta,  Lissabon, kreuzte bei Cádiz, nahm an der Aufbringung spanischer Schiffe teil, besuchte Malta, Madeira und Jamaika, worauf es nach Portsmouth zurückging. Im Herbst 1805 kam er zurück nach Russland und war im November 1805 in Reval.
Als 1806 für eine US-amerikanische Gesellschaft die Sloop Newa unter dem Kommando Ludwig von Hagemeisters zu einer Weltumsegelung aufbrach, beschloss die russische Regierung ein Kriegsschiff zur Erkundung des nördlichen Pazifiks und zum Transport militärischer Ausrüstung für den Hafen Ochotsk und Kamtschatka loszuschicken. Zum Kapitän dieses Schiffes wurde Leutnant Wassili Michailowitsch Golownin ernannt, der seinen Freund Rikord als Assistenten wählte. Im Juli 1807 begann diese Expedition mit der Abfahrt der Sloop Diana aus Kronstadt, die Anfang September 1807 in Großbritannien ankam. Aufgrund widriger Stürme gelang nicht die Kap-Hoorn-Umrundung, so dass Golownin das Kap der Guten Hoffnung wählte. Dort wurde aufgrund der inzwischen verschlechterten russisch-britischen Beziehungen die Weiterfahrt durch die Royal Navy blockiert. Erst nach 13 Monaten gelang mit günstigem Wind die nächtliche Flucht, so dass die Diana schließlich im September 1809 im Petropawlowsker Hafen ankam. Die nächsten beiden Winter verbrachte Rikord auf Kamtschatka. Im Februar 1810 wurde Rikord zum Kapitan-Leutnant befördert. Im Mai 1810 segelte er mit Golownin auf der Diana nach Nowo-Archangelsk zur Kartierung der Küsten und Versorgung der Kolonien der Russländisch-Amerikanischen Kompagnie mit Brot.
Im Sommer 1811 kartierte Rikord mit Golownin die Kurilen. Als Golownin im Juli 1811 auf Einladung von Japanern mit wenigen Begleitern und ohne Waffen die Insel Kunaschir betrat, wurde er mit seinen Begleitern gefangen genommen, so dass nun Rikord als ältester Offizier das Kommando der Sloop Diana übernehmen musste. Nach vergeblichen Befreiungsversuchen kehrte Rikord nach Ochotsk zurück, um trotz des baldigen Winters sich nach St. Petersburg zu begeben und die Befreiung Golownins zu erwirken. Bereits in Irkutsk erhielt er den Befehl zur Rückkehr nach Ochotsk. Mit dem Japaner Leonsaim, den Leutnant Nikolai Alexandrowitsch Chwostow 1804 zwangsweise nach Russland mitgenommen hatte, kehrte Rikord sogleich nach Ochotsk zurück, um nun mit Genehmigung der Regierung nach Kunaschir zu segeln und mit den Einwohnern zu verhandeln. Mit Hilfe Leonsaims und sechs weiterer Japaner, die unlängst von Russen aus Seenot gerettet worden waren, und mit Unterstützung des Reeders Takataya Kahei gelang es Rikord, trotz der Erbitterung der Inselbewohner infolge der Gewalttätigkeiten Chwostows und Gawriil Iwanowitsch Dawydows im Oktober 1813 die Freilassung Golownins und seiner Begleiter zu erreichen.
Im Juli 1814 erhielt Rikord in St. Petersburg die Beförderung zum Kapitan 2. Ranges und eine lebenslange Pension von 1500 Rubel jährlich. Die Jungfernfahrt des Dampfschiffs Jelisaweta in St. Petersburg aus dem Baird-Werk auf der Newa nach Kronstadt und zurück 1815 beschrieb er ausführlich in seinem Journal. Seine Aufzeichnungen über die Fahrten zu den japanischen Küsten erschienen 1816 (mit Neuauflagen 1851 und 1875) und wurden ins Englische, Französische, Deutsche, Schwedische und Japanische übersetzt.
Rikord heiratete nun die Dichterin Ljudmila Iwanowna Korostowzewa, Nichte 2. Grades seines Freundes Grigori Jakowlewitsch Korostowzew, mit der er nach Kamtschatka zurückkehrte. Dort wurde er 1817 Chef dieser Region mit Beförderung zum Kapitan 1. Ranges. Im Gegensatz zu den bisherigen Chefs sorgte er unermüdlich für das Wohlergehen der Bevölkerung und verbesserte erheblich die Situation dieser armen Region. Es gab 1816 und 1817 Überschwemmungen, die zur Ausbreitung von Hünger und Krankheiten führten. Er errichtete Krankenhäuser und Armenhäuser. Er eröffnete Schulen, baute Kirchen und verbesserte die Beziehungen zu den Korjaken und Tschuktschen. Er regulierte den Handel und schützte die Küstengewässer vor Räubern und räuberischen Walfängern. Er kontrollierte die Zählung und Abgaben der Kronenzobel und kümmerte sich um die Landwirtschaft. 1818 wurde er für seine Arbeiten über Kamtschatka und die Kurilen zum Korrespondierenden Mitglied der St. Petersburger Akademie der Wissenschaften gewählt.
Nach der Rückberufung aus Kamtschatka wurde Rikord im Mai 1822 Kommandeur der 2. Flotten-Equipage (Personalverwaltungseinheit) und im März 1825 Kronstädter Hafenkapitän. Im Dezember 1827 folgte die Beförderung zum Konteradmiral.
1828 wurde Rikord dem Geschwader Admiral Dmitri Nikolajewitsch Senjawins zugeteilt. Kurz darauf wurde Rikord zum Chef des Geschwaders ernannt, das zur Unterstützung des seit 1827 unter dem Kommando Login Petrowitsch Heidens im Mittelmeer operierenden Geschwaders nun ins Mittelmeer geschickt wurde. Weltweit bekannt wurde Rikord durch die erstmals erfolgreiche Blockade der Dardanellen im Winter. Dadurch wurde das Eingreifen der Osmanischen Flotte in den Griechischen Unabhängigkeitskrieg verhindert.
Nach dem Frieden von Adrianopel (1829) blieb Rikord mit einem Teil des Geschwaders Heidens im Ägäischen Meer, um beim Aufbau des unabhängigen Staates Griechenlands zu helfen. Überfälle und Plünderungen von Piraten wurden verhindert, und der russische Handel wurde geschützt. Insbesondere war er vertraulich angewiesen worden, den griechischen Präsidenten Ioannis Kapodistrias zu unterstützen, so dass Kapodistrias seine Hilfe bei der Unterdrückung der regierungsfeindlichen Partei und des Aufstandes auf Hydra in Anspruch nehmen konnte. Nach dem Tode Kapodistrias unterstützte Rikord weiter die russische Partei gegen die französische Partei. Die Nationalversammlung wählte ihn zum Ehrenbürger, was er jedoch ablehnte. Als er im Mai 1833 nach der Ankunft König Ottos den Befehl zur Rückkehr erhielt, organisierte er die Abfahrt des Geschwaders und der zivilen Frachtschiffe durch die Dardanellen ins Schwarze Meer mit Ankunft in Sewastopol im Juni 1833.
Im Dezember 1833 wurde Rikord nach St. Petersburg zurückberufen und zum Chef der 1. Marinedivision ernannt. 1835 brachte er eine für Kalisz bestimmte Gardetruppe aus Kronstadt nach Danzig. Darauf kreuzte er zwischen Bornholm und Gotland, um im Oktober die Truppe in Danzig wieder aufzunehmen und nach Kronstadt zu bringen. Im April 1836 wurde er Mitglied des Admiralsrats. Dazu war er Vorsitzender des Komitees für den Bau von Dampfschiffen für die Baltische Flotte und die Kaspische Flottille. Im Oktober 1843 wurde er zum Admiral ernannt. Im Dezember 1850 wurde er Vorsitzender des Wissenschaftlichen Marine-Komitees.
Nach Beginn des Krimkriegs entwickelten im März 1854 Rikord und Vizeadmiral Friedrich Benjamin von Lütke im Auftrag Zar Nikolaus I. zusammen mit den Chefs der beiden Marinedivisionen der Baltischen Flotte ein Konzept für die Verteidigung Kronstadts mit einem Plan für den Einsatz der Flotte. Im April 1854 erhielt Rikord das Kommando über die beiden Marinedivisionen der Baltischen Flotte, die bei Kronstadt zur Verteidigung Kronstadts gegen die blockierende britisch-französische Flotte vereinigt worden waren. Auf der Sloop Peter der Große organisierte Rikord die allumfassende Verteidigung mit dem Schutz aller Zufahrten. Er schuf die weltweit erste Minen-Artillerie-Stellung. Er war mit Moritz Hermann von Jacobis Seeminen sehr vertraut und organisierte die schnelle Lieferung der Seeminen, so dass über 1500 Seeminen im Finnischen Meerbusen verlegt wurden. Im Juli 1854 berichtete der britische Erste Seelord Admiral Sir Maurice Berkeley der britischen Regierung, dass nach Einschätzung der Kommandeure des vereinigten britisch-französischen Geschwaders Charles John Napier und Alexandre Ferdinand Parseval-Deschênes und seiner eigenen die Eroberung Kronstadts undenkbar sei, was zur weiteren Neutralität Schwedens beitrug.
Rikord war Mitglied der Gesellschaft der Freunde der Literatur, Wissenschaft und Künste und auch der Freien Gesellschaft der Freunde der russischen Literatur. Mit anderen initiierte er die Gründung der Russischen Geographischen Gesellschaft, deren Mitglied und Vizepräsident er dann wurde. Er war in der Kaiserlichen Freien Ökonomischen Gesellschaft zu Sankt Petersburg tätig, in deren 2. Abteilung er 1841–1846 Vorsitzender war und deren Vizepräsident er 1844 wurde. Außerdem war er Mitglied der Hauptverwaltung der Schulen und Ehrenmitglied der Kaiserlichen Universität Moskau, des Staatlichen Admiralitätsdepartements, der Moskauer Gesellschaft für Landwirtschaft, der Moskauer Gesellschaften der Naturforscher, der Lebedjaner Gesellschaft für Landwirtschaft und der Griechischen Gesellschaft für Archäologie.
Rikord hatte nur eine Tochter Serafima, die den Generalmajor Sergei Georgijewitsch Tichozki heiratete. In Rikords Familie wuchs der künftige Maler Jegor Jegorowitsch Meyer (1823–1867) auf.
Rikords Grab auf dem Tichwiner Friedhof ist nicht erhalten.
Rikords Namen tragen die Rikord-Insel in der Peter-der-Große-Bucht, das Kap Rikord der Insel Iturup, der Fluss Rikord der Insel Kunaschir, der Rikord-Sund zwischen den Inseln Ketoi und Uschischir, der Unterwasservulkan Rikord der Kurilen und die Bergkette Rikord auf Kamtschatka.
In der Medaillenserie zum 300-jährigen Jubiläum der russischen Flotte zeigt eine Medaille aus dem St. Petersburger Münzhof des Bildhauers Georgi Pawlowitsch Postnikow die Porträts Golownins und Rikords. 2001 zum 225. Geburtstag Rikords wurde sein Denkmal in Toropez aufgestellt. 2011 wurde in Pleskau an der Welikaja ein Denkmal für die Pleskauer Flottenführer, darunter auch Rikord, angelegt. 2018 wurde eine Rikord-Gedenkmedaille von einer russischen Akademie für Wissenschaft und Entdeckungen und einem internationalen Ozeanklub herausgegeben. Rikords Porträt hängt an der Außenwand des Büros des Kuratoriumsvorsitzenden der Russischen Geographischen Gesellschaft Wladimir Putin.

## Ehrungen
- Russischer Orden der Heiligen Anna mit Schwert (1799)
- Orden des Heiligen Wladimir IV. Klasse (1810), II. Klasse (1833)
- Russischer Orden des Heiligen Georg IV. Klasse (1816)
- Russischer Orden der Heiligen Anna II. Klasse mit Diamanten (1819), I. Klasse (1829)
- Türkenkrieg-Georgsband 1828, 1829
- Kaiserlich-Königlicher Orden vom Weißen Adler (1836)
- Alexander-Newski-Orden (1841),  mit Diamanten dazu (1853)